# Albert Samain
Albert Samain (Lilla, 3 aprile 1858 – Magny-les-Hameaux, 18 agosto 1900) è stato un poeta francese.

## Biografia
Nacque a Lille, la sua famiglia era di origine fiamminga. Al momento della sua nascita, il padre, Jean-Baptiste Samain, e sua madre, Elisa-Henriette Mouquet, condussero una bottegha di "vini e alcolici" a 75 rue de Paris. Il padre di Samain morì quando era molto giovane; quindi Semain fu costretto a lasciare la scuola per aiutare la propria famiglia. Si trasferì a Parigi, intorno al 1880, andando a lavorare per una società letteraria d'avanguardia, e cominciò a recitare pubblicamente le sue poesie a Le Chat noir. Le sue poesie furono fortemente influenzate da quelle di Baudelaire e di Verlaine. Samain contribuì a fondare il Mercure de France, e lavorò anche per la Revue des Deux Mondes.
Samain pubblicò tre volumi di versi: Le jardin de l'infante (1893), dal quale lo rese famoso; Aux flancs du vase (1898) e Le Chariot d'or (1901). Il suo dramma poetico Polyphème è stato messo in musica da Jean Cras. Samain morì di tubercolosi.
Camille Saint-Saëns impostò varie poesie di Samain nella sua musica, tra cui Six Mélodies sur des poésies d'Albert Samain op.31 (1902-1906; orchestrata 1921). Adrien Rougier anche mise in musica i suoi poemi.

## Poesia

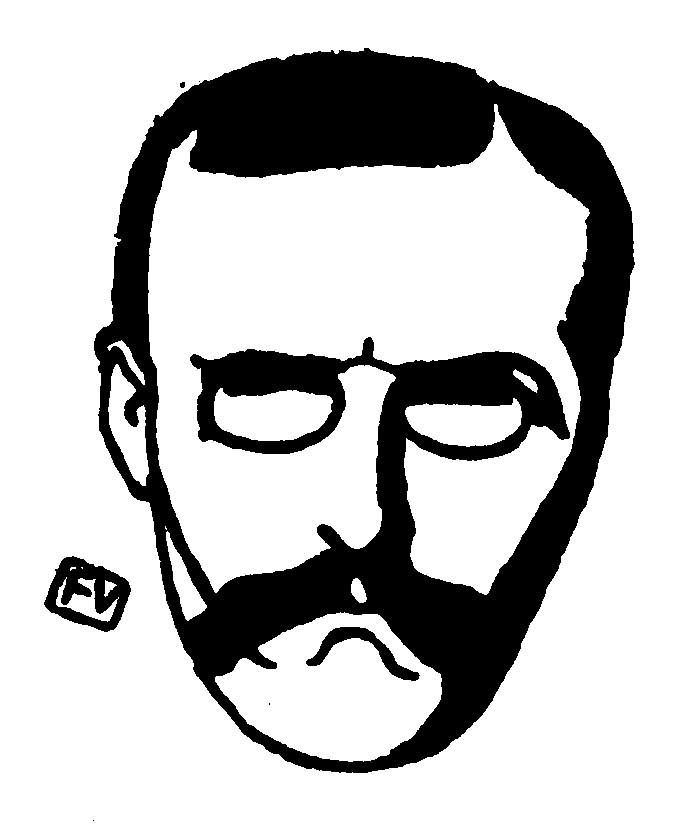
Ritratto di Albert Samain fatto da Félix Vallotton (1896).

Je rêve de vers doux et d'intimes ramages,
De vers à frôler l'âme ainsi que des plumages,
De vers blonds où le sens fluide se délie
Comme sous l'eau la chevelure d'Ophélie,
De vers silencieux, et sans rythme et sans trame
Où la rime sans bruit glisse comme une rame,
De vers d'une ancienne étoffe, exténuée,
Impalpable comme le son et la nuée,
De vers de soir d'automne ensorcelant les heures
Au rite féminin des syllabes mineures.
De vers de soirs d'amour énervés de verveine,
Où l'âme sente, exquise, une caresse à peine...
Je rêve de vers doux mourant comme des roses.
--Le jardin de l'infante